# Saurolophinae
Sous-famille
Groupes de rang inférieur
Les Saurolophinae (saurolophinés en français) forment une sous-famille de « dinosaures à bec de canard » herbivores du sous-ordre des ornithopodes et de la famille des Hadrosauridae. Ils sont très communs au Crétacé supérieur en Amérique du Nord, en Asie et en Europe. Jusqu'à la fin du XXe siècle cette sous-famille se nommait Hadrosaurinae,,.
Les saurolophinés constituent une des deux sous-familles qui regroupent la quasi-totalité des membres de la famille des Hadrosauridae.  Les hadrosauridés se subdivisent comme suit :
- les Saurolophinae, basés sur le genre type Saurolophus qui regroupent les hadrosauridés avec une crête non trouée ou même dépourvus de crête sur le sommet du crâne ;
- les Lambeosaurinae, basés sur le genre type Lambeosaurus qui regroupent les hadrosauridés à crête creuse ;
- des Hadrosauridae basaux comprenant deux taxons, le genre type Hadrosaurus et Eotrachodon de l'Alabama, décrit en 2016[4].

Cette taxonomie est acceptée par la plupart des paléontologues,,,, à l'exception de H. Xing et ses collègues (2014).

## Classification

### Phylogénie
Le cladogramme ci-dessous a été réalisé par Prieto-Marquez et ses collègues en 2016. Il précise leurs phylogénies précédentes de 2010 et 2013,. Leur analyse phylogénétique a pris en compte 61 espèces d'hadrosauridés caractérisées par 273 traits morphologiques (189 au niveau du crâne et 84 pour le squelette post-crânien) :
- - Telmatosaurus
  - 
    - 
      - Jintasaurus
      - Lophorhothon

    - 
      - Claosaurus
      - 
        - Tethyshadros
        - Hadrosauridae
          - Hadrosaurus
          - 
            - Eotrachodon
            - Saurolophidae
              - Lambeosaurinae
                - Aralosaurus
                - 
                  - Canardia
                  - Jaxartosaurus
                  - 
                    - 
                      - Tsintaosaurus
                      - Pararhabdodon

                    - 
                      - 
                        - Charonosaurus
                        - Parasaurolophus

                      - 
                        - Lambeosaurus
                        - 
                          - Corythosaurus
                          - 

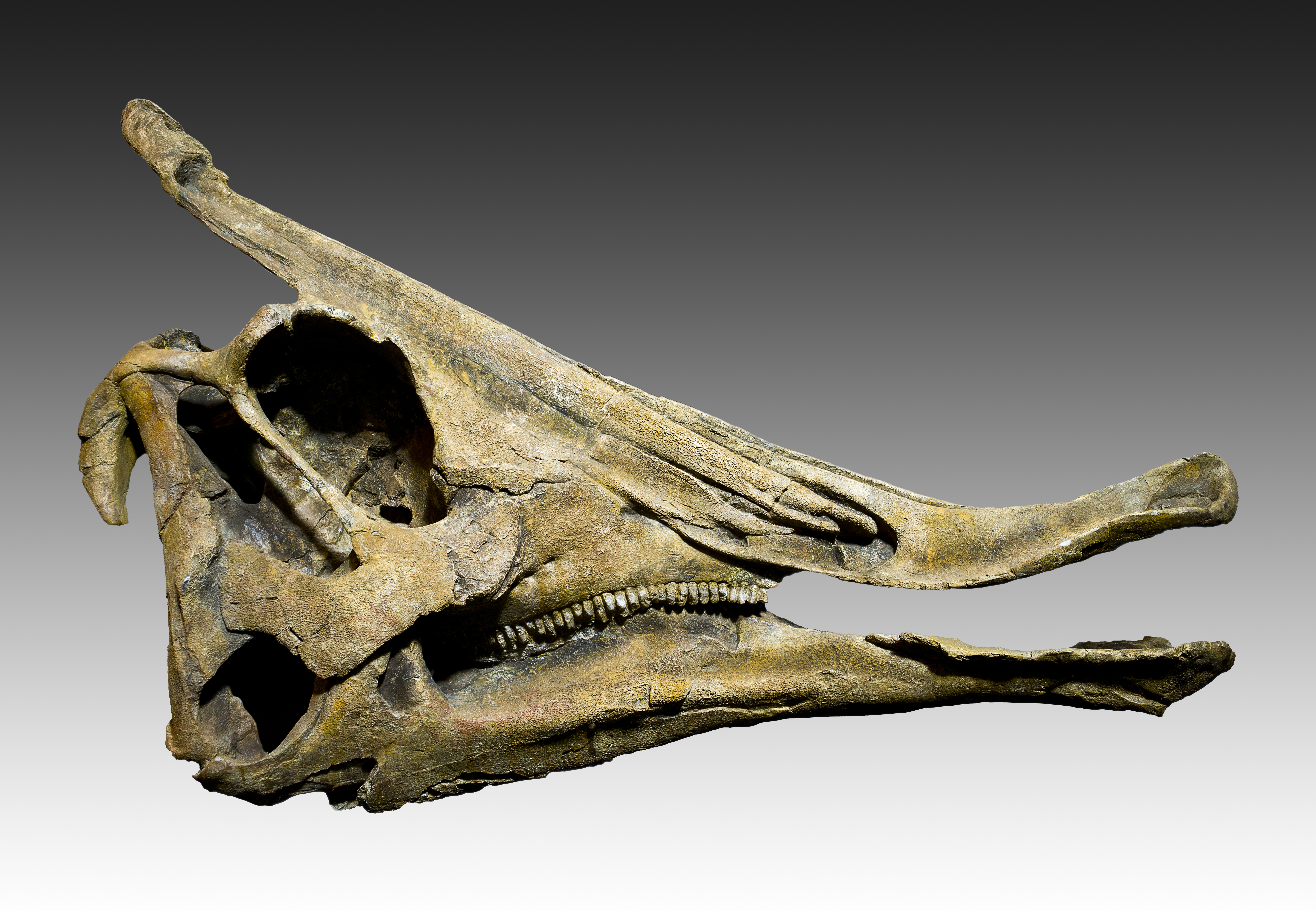
Crâne de Saurolophus, le taxon type des Saurolophinae.

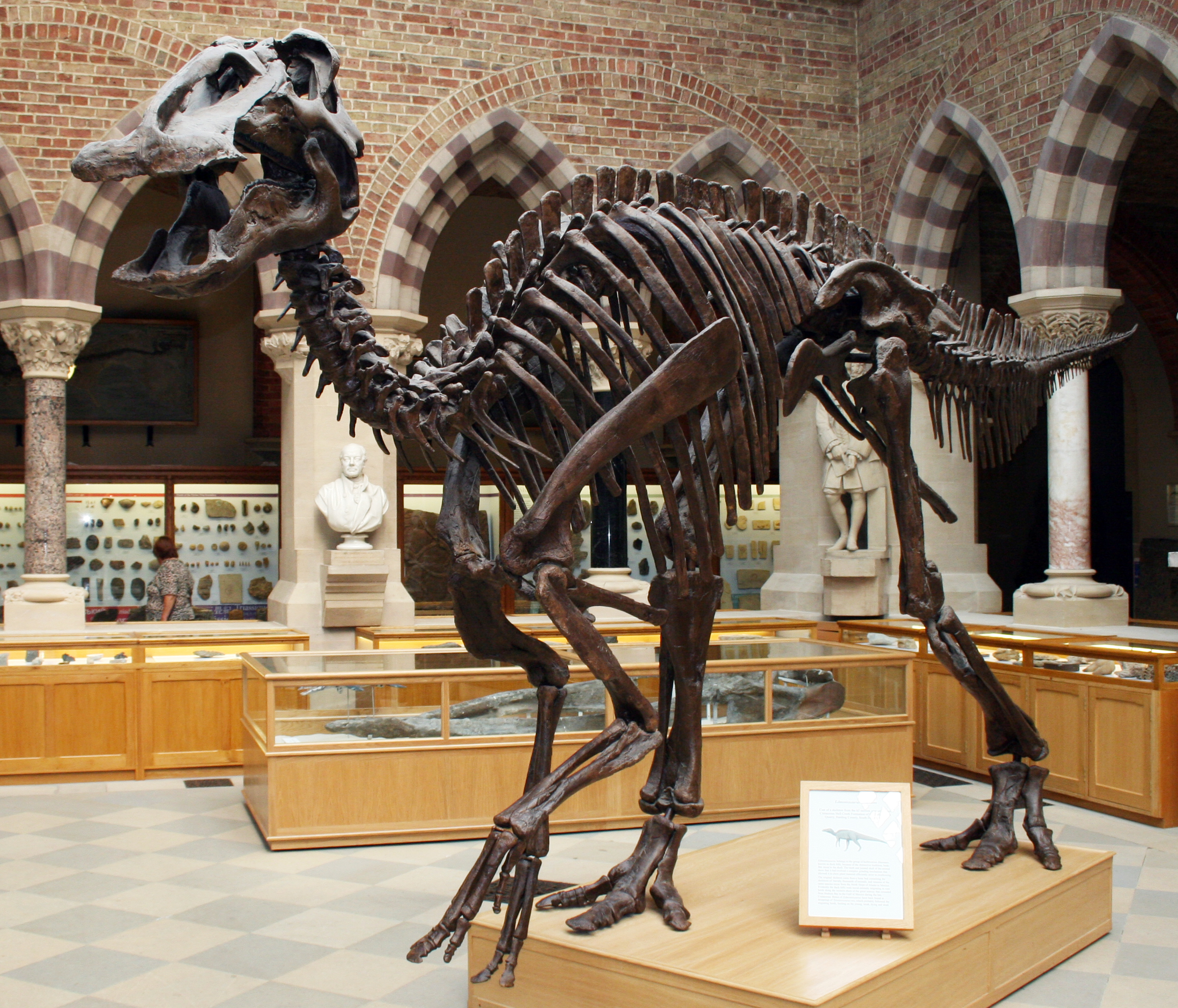
Moulage du squelette d'un Saurolophinae : Edmontosaurus au musée d'histoire naturelle de l'université d'Oxford.

                            - "Hypacrosaurus" stebingeri
                            - 
                              - 
                                - Magnapaulia
                                - 
                                  - Velafrons
                                  - Sahaliyania

                              - 
                                - Hypacrosaurus
                                - Olorotitan
                                - 
                                  - Blasisaurus
                                  - Arenysaurus

              - Saurolophinae
                - 
                  - Acristavus
                  - Maiasaura
                  - Brachylophosaurus

                - 
                  - 
                    - Naashoibitosaurus
                    - 
                      - Kritosaurus
                      - 
                        - Gryposaurus
                        - 
                          - Big Bend UTEP 37.7
                          - 
                            - Willinakaqe
                            - Secernosaurus

                  - 
                    - "Sabinosaure" PASAC-1
                    - 
                      - 
                        - Prosaurolophus
                        - 
                          - Augustynolophus
                          - Saurolophus

                      - 
                        - Kerberosaurus
                        - 
                          - Kundurosaurus
                          - 
                            - Shantungosaurus
                            - Edmontosaurus

Il complète et diffère un peu du cladogramme de P. Godefroit et ses collègues, ci-dessous, réalisé en 2012 :
- - Bactrosaurus
  - Hadrosauridae
    - Hadrosaurinae
      - Hadrosaurus
      - Lophorhothon

    - Saurolophidae
      - Lambeosaurinae
      - Saurolophinae
        - Wulagasaurus
        - 
          - Brachylophosaurini
            - Acristavus
            - 
              - Maiasaura
              - Brachylophosaurus

          - 
            - Kritosaurus
            - 
              - 
                - Gryposaurus latidens
                - 
                  - Gryposaurus notabilis
                  - Gryposaurus monumentensis

              - 
                - Saurolophini
                  - Prosaurolophus
                  - 
                    - Saurolophus angustirostris
                    - Saurolophus osborni

                - Edmontosaurini
                  - 
                    - Kerberosaurus
                    - Kundurosaurus

                  - 
                    - Edmontosaurus annectens
                    - Edmontosaurus regalis